# Підгорний Віталій Костянтинович
Віталій Костянтинович Підгорний (нар. 28 січня 1937, с. Парафіївка, Ічнянський район, Чернігівська область, УРСР) — український лікар, хірург відділення хірургії Черкаської обласної лікарні (1966-1981), Відмінник охорони здоров'я (1975), директор Черкаського медичного училища (1981-1989), начальник приймально-сортувального відділення розгорнутого військового шпиталю на базі особого медико-санітарного батальйону після аварії на Чорнобильській АЕС (1986), Заслужений лікар Української РСР (1987), завідувач кафедри валеології Черкаського національного університету ім. Богдана Хмельницького (1989-2009), Відмінник освіти України (1996), Захисник Вітчизни (1999), професор кафедри валеології (2006), член-кореспондент Української академії наук, почесний апітерапевт України, почесний член Академії медичних наук України.

## Посібники
- Анатомо-фізіологічні основи масажу: посібник для широкого кола читачів / В.К. Підгорний, В.В. Кукуєва. — Черкаси, 1997. — 256 с. — ISBN 966-7036-15-4
- Сексуальне здоров'я жінок [Текст] / П. Д. Плахтій, В. К. Підгорний. - Кам'янець-Подільський : Медобори-2006, 2010. - 111 с. - ISBN 966-1638-31-9
- Безпека життєдіяльності в запитаннях і відповідях [Текст] : навч. посіб. / Д. П. Плахтій, А. М. Савчук, В. К. Підгорний, І. М. Бурдейний ; Кам'янець-Поділ. нац. ун-т ім. І. Огієнка [та ін.]. - 2-е вид., перероб. і доп. - Кам'янець-Подільський : Медобори-2006, 2010. - 247 с. - Бібліогр.: с. 243-247. - ISBN 966-1638-37-1
- Остеохондроз: профілактика і лікування [Текст] / Плахтій П. Д., Підгорний В. К., Лещук Ю. О. ; Кам'янець-Поділ. держ. ун-т, Черкас. нац. ун-т ім. Богдана Хмельницького, ТОВ санаторій "Поділля", м. Хмільник. - Кам'янець-Подільський : Буйницький О. А., 2007. - 94 с. : мал., табл. - Бібліогр.: с. 82-85. - ISBN 966-2937-17-6
- Вікова фізіологія масажу. Основи масажу і самомасажу [Текст] : навч. посібник / В. К. Підгорний. - Черкаси : Брама-Україна, 2007. - 311 с.: рис. - Бібліогр.: с. 279-280. - ISBN 966-8756-63-0
- Основи шкільної гігієни і валеології. Теорія, практикум, тести [Текст] : навч. посіб. / Плахтій П. Д., Підгорний В. К., Соколенко Л. С. ; Кам'янець-Поділ. нац. ун-т ім. І. Огієнка, Черкас. нац. ун-т ім. Б. Хмельницького, Уман. держ. пед. ун-т ім. П. Тичини. - Кам'янець-Подільський : Буйницький О. А., 2009. - 331 с. : табл. - Бібліогр.: с. 324-327. - ISBN 966-2937-70-1
- Лікування продуктами бджільництва / П.Д. Плахтій, В.К. Підгорний. — Вид. 2-ге, переробл. і доповн. — Кам'янець-Подільський, 2011. — 64 с. ISBN 966-16-3853-1